# Tiếng Thổ Nhĩ Kỳ
Tiếng Thổ Nhĩ Kỳ (Türkçe, IPA [ˈt̪yɾktʃe]ⓘ), cũng được gọi là tiếng Thổ Nhĩ Kỳ Istanbul, là một ngôn ngữ được 65-73 triệu người nói trên khắp thế giới, khiến nó là ngôn ngữ được nói phổ biến nhất trong ngữ hệ Turk. Những người nói tiếng này phần lớn sống ở Thổ Nhĩ Kỳ, với một số lượng nhỏ hơn ở Síp, Bulgaria, Hy Lạp và những nơi khác ở Đông Âu. Tiếng Thổ Nhĩ Kỳ cũng được nhiều người nhập cư đến Tây Âu, đặc biệt là ở Đức, sử dụng.
Ngôn ngữ này bắt nguồn từ vùng Trung Á với các ghi chép đầu tiên có niên đại gần 1200 năm trước. Về phía tây, ảnh hưởng của tiếng Thổ Nhĩ Kỳ Ottoman - tiền thân trực tiếp của tiếng Thổ Nhĩ Kỳ ngày nay - đã lan đi khi Đế quốc Ottoman mở rộng. Năm 1928, một trong các cải cách của Atatürk những năm đầu của Cộng hòa Thổ Nhĩ Kỳ là chữ Ottoman đã được thay bằng bảng chữ cái Latinh. Đồng thời Hiệp hội ngôn ngữ Thổ Nhĩ Kỳ đã khởi xướng cải cách ngôn ngữ này bằng cách giảm bớt các từ vay mượn từ tiếng Ba Tư và tiếng Ả Rập, thay vào đó là các từ gốc Thổ Nhĩ Kỳ và các biến thể bản địa của ngôn ngữ này.
Đặc điểm của tiếng Thổ Nhĩ Kỳ là sự hài hòa nguyên âm và tính chắp dính. Cấu trúc cơ bản là theo dạng "Chủ-Tân-Động" (Subject-Object-Verb). Nhiều dạng đại từ ngôi thứ hai số nhiều có thể được sử dụng cho các cá nhân như một dấu hiệu của sự tôn trọng. Danh từ trong tiếng Thổ Nhĩ Kỳ không phân theo lớp hay giống.

## Phân loại

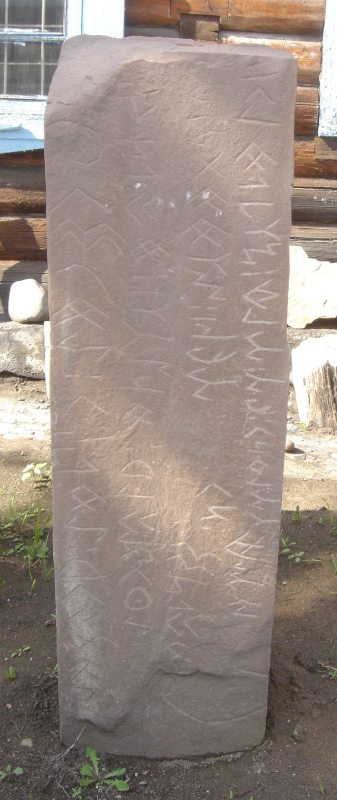
Văn bia khắc tiếng Turk cổ bằng chữ Turk cổ (chừng thế kỷ VIII). Kyzyl, Nga

Chừng 40% số người nói ngôn ngữ Turk nói tiếng Thổ Nhĩ Kỳ. Những điểm đặc trưng của tiếng Thổ Nhĩ Kỳ, như hòa âm nguyên âm, tính chắp dính và thiếu vắng giống ngữ pháp, cũng là điểm chung của toàn hệ. Ngữ hệ Turk bao gồm chừng 30 ngôn ngữ còn tồn tại, phân bố ở Đông Âu, Tây Á và Xibia.
Tiếng Thổ Nhĩ Kỳ là thành viên của nhóm ngôn ngữ Oghuz, một phân nhánh của ngữ hệ Turk. Người nói các ngôn ngữ Oghuz (gồm tiếng Thổ Nhĩ Kỳ, Azerbaijan, Turkmen, Qashqai, và Gagauz) có thể hiểu lẫn nhau trong rất nhiều trường hợp.

## Âm vị học

### Phụ âm
|          | Môi | Môi | Răng | Răng | Chân răng | Chân răng | Sau chân răng | Sau chân răng | Vòm | Vòm | Ngạc mềm | Ngạc mềm | Thanh hầu | Thanh hầu |
| -------- | --- | --- | ---- | ---- | --------- | --------- | ------------- | ------------- | --- | --- | -------- | -------- | --------- | --------- |
| Mũi      | m   | m   |      |      | n         | n         |               |               |     |     |          |          |           |           |
| Tắc      | p   | b   | t    | d    |           |           |               |               | (c) | (ɟ) | k        | ɡ        |           |           |
| Tắc xát  |     |     |      |      |           |           | t͡ʃ            | d͡ʒ            |     |     |          |          |           |           |
| Xát      | f   | v   |      |      | s         | z         | ʃ             | ʒ             |     |     |          |          | h         | h         |
| Tiếp cận |     | v   |      |      | (ɫ)       | (ɫ)       | l             | l             | j   | j   |          |          |           |           |
| Vỗ       |     |     |      |      | ɾ         | ɾ         |               |               |     |     |          |          |           |           |

Các âm [c], [ɟ], và [l] là dạng phân bố bổ sung của [k], [ɡ], và [ɫ]; cụm trước xuất hiện cạnh nguyên âm trước còn cụm sau xuất hiện cạnh nguyên âm sau. Tuy vậy, sự phân bổ của những âm vị này khó đoán biết trong từ mượn và danh từ riêng.

### Nguyên âm

Nguyên âm tiếng Thổ Nhĩ Kỳ. Theo Zimmer & Orgun (1999)

Các nguyên âm tiếng Thổ Nhĩ Kỳ, theo thứ tự trong bảng chữ cái, là ⟨a⟩, ⟨e⟩, ⟨ı⟩, ⟨i⟩, ⟨o⟩, ⟨ö⟩, ⟨u⟩, ⟨ü⟩. Nguyên âm được phân biệt dựa trên ba cơ sở: trước hay sau, làm tròn hay không, và độ cao. Tức [±độ lùi], [±độ tròn] và [±độ cao].